# Giovanni Dominici
Giovanni Dominici, llamado en el siglo Giovanni Banchini, Baccini o Banchetti, (Florencia, c. 1356-Buda, 10 de junio de 1419) fue un religioso dominico italiano, arzobispo de Ragusa, cardenal de San Sisto, diplomático, teólogo, poeta, brillante orador y escritor, proclamado beato en 1832. La Iglesia católica conmemora su festividad el 10 de junio.

## Biografía

### Primeros años
Hijo póstumo de Domenico di Banchino, comerciante de seda florentino, y de la veneciana Paola Zorzi, a los diecisiete años fue admitido como novicio en el convento de dominicos de Santa Maria Novella, en cuya nutrida biblioteca y bajo la tutela de Giovanni de' Buondelmonti se inició en el estudio de los autores sacros y profanos, que posteriormente continuó en Pisa y París; sin embargo sus progresos en religión estuvieron inicialmente obstaculizados por un defecto de dicción, cosa inaceptable en un predicador.
Particularmente relevante para su formación fue el ejemplo de Catalina de Siena († 1380), que por aquella época destacaba por su elocuencia y clarividencia y por sus deseos de emprender una "Gran Cruzada" contra los vicios de la Iglesia. Pronto se unió al grupo de sus fieles seguidores, entre los que se encontraban la abadesa Chiara Gambacorti o el Maestro General de la Orden de Predicadores Raimondo da Capua. Según él mismo dejó escrito, fue por intercesión de la santa que recobró milagrosamente el don de la palabra.
Hacia el año 1380 recibió las órdenes sacerdotales, al año siguiente fue subprior del convento, y entre 1385-87 prior del mismo.

### Contexto

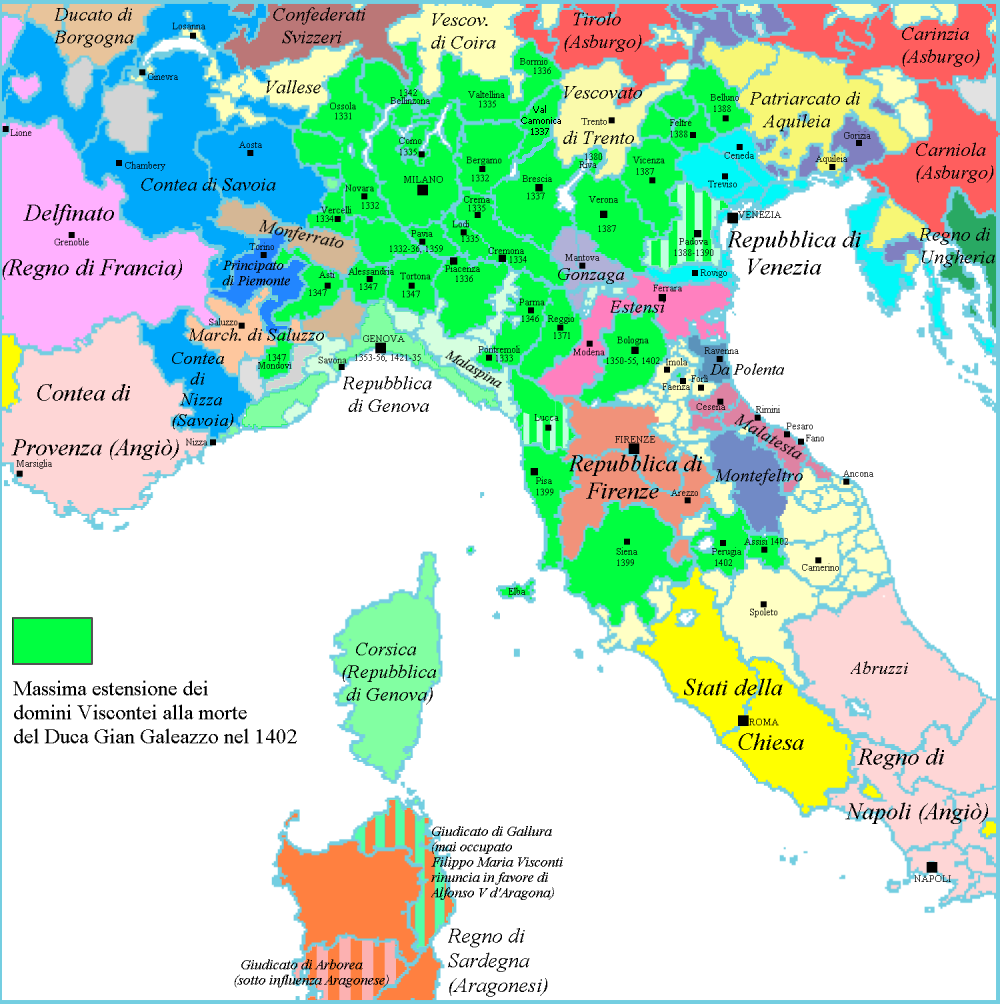
Italia,.

El siglo XIV en Italia (y en toda Europa) fue una crisis continua: a las grandes hambrunas de los primeros años siguieron las epidemias de peste que diezmaron la población, las revueltas populares y el aumento de la delincuencia; las luchas entre güelfos y gibelinos y las ansias expansionistas de los Visconti tenían a la multitud de ciudades-estado del norte italiano en estado constante de guerra, mientras los otomanos amenazaban por el este, la Guerra de los Cien Años entre Francia e Inglaterra se extendía por el oeste y los berberiscos pirateaban en el Mediterráneo.
En el plano religioso Gregorio XI movía su corte de Aviñón a Roma en 1377 en medio de otra guerra, y al año siguiente su sucesor Urbano VI tenía que enfrentar la división de la cristiandad con la elección de Clemente VII en el llamado Cisma de Occidente.

### Etapa veneciana
En 1388 se trasladó a Venecia, capital de la república de su mismo nombre, donde ofició como lector en la escuela de teología de San Zanipolo, y en los años siguientes desarrolló una intensa actividad pastoral.  Allí ganó fama de orador brillante y buen conocedor de las sagradas escrituras, se implicó en la reforma de las órdenes monásticas y en su regreso a la estricta observancia de la reglas religiosas; íntimo amigo del dogo Antonio Venier y con buenas relaciones entre el patriciado y el clero venecianos, promovió entre la aristocracia numerosas conversiones a la religión de Santo Domingo y contribuyó decisivamente al desarrollo del monasterio de Corpus Christi, bajo el auspicio de Bonifacio IX. 
De esta época datan sus obras Iter Perusinum y Libro d'amore di carità.
A finales de siglo tuvo inesperadamente su caída en desgracia: en 1399 se expandió por Italia un movimiento religioso popular conocido como los Bianchi, grupos de penitentes de todos los estratos sociales que en número de varios miles recorrían las ciudades y pueblos autoflagelándose e implorando la misericordia divina ante tanta hambre, peste y guerra. 
Ya cincuenta años antes Clemente VI había prohibido este tipo de actos por considerarlos heréticos, y ahora por cuestiones de orden público la Signoria de Venecia les prohibió la entrada en la ciudad, pero desafiando esta disposición, Dominici organizó con ellos una multitudinaria procesión que acabó siendo disuelta por las autoridades. Su desobediencia le costó ser desterrado de la república por cinco años.

### En Florencia
Se asentó primero en Città di Castello y luego en Florencia, en cuyo Studium se dedicó a la enseñanza y desde donde viajó regularmente por Lucca, Las Marcas y Romaña. Afectado por la muerte de su protector Raimondo de Capua, frustrados sus planes de reforma del clero por su expulsión de Venecia y condenado al ostracismo por los dominicos, que vetaron su nombramiento como vicario general, sus sermones se volvieron más apocalípticos, furibundos y severos; entremezclando religión y política en el mismo estilo que años después seguirían Antonino de Florencia o Girolamo Savonarola, criticó abiertamente la avaricia y simonía de las altas jerarquías eclesiásticas, y se reveló como un firme oponente al humanismo y al estudio de los clásicos grecolatinos, en un discurso que, al igual que en Venecia, pronto ganó tantos partidarios como detractores.
Fue por estas fechas que fundó el monasterio de San Domenico in Fiesole y redactó Trattato delle dieci questioni, un tratado místico sobre el valor de la fe, Regola del governo di cura familiare, en la que plantea la familia cristiana como la unidad que garantiza la salvación de la sociedad y de la patria, Lucula Noctis, en refutación a las tesis humanistas de Coluccio Salutati, o Laudi, una recopilación de himnos religiosos en italiano. Parte de su epistolario sería publicado ya en el siglo XIX en Lettere di santi e beati fiorentini.

### En la curia de Gregorio XII
Tras la muerte de Inocencio VII fue enviado como embajador de Florencia al cónclave de 1406, en el que hizo una encendida defensa de la necesidad de la unidad de la Iglesia y propuso sin éxito seguir el partido de Benedicto XIII en lugar de elegir otro papa, lo que le costó ser relevado de sus cargos diplomáticos florentinos.
La elección para el trono de San Pedro de Angelo Correr, con quien había tenido estrecho contacto durante su estancia en Venecia, le valió ser nombrado arzobispo de Ragusa en 1407 y cardenal con título de San Sisto en el consistorio de mayo del año siguiente. Su ascenso en la curia generó fuertes críticas entre sus oponentes, que le echaron en cara la hipocresía de unirse a las altas jerarquías que siempre había criticado. 
Legado del papa en 1409 ante las cortes de Segismundo de Hungría y Ladislao de Polonia, su rastro se pierde durante los años siguientes.
Asistió como legado al Concilio de Constanza de 1414. Se cuenta, aunque no está claro si es una leyenda, que cuando el Capitán general de la Iglesia Carlo Malatesta leyó públicamente la renuncia de Gregorio XII, Dominici depuso sus insignias cardenalicias en señal de renuncia al capelo, pero los asistentes le forzaron a permanecer en el puesto.

### Al servicio de Martín V
La elección de Martín V en Constanza había puesto fin al Gran Cisma, y Dominici pronto destacó en el servicio al nuevo papa. 
Jan Hus había sido ejecutado tres años antes, pero sus doctrinas ganaban terreno en Hungría y Bohemia, y allá fue Dominici en junio de 1418 para solicitar de los reyes Segismundo y Wenceslao la represión violenta de este movimiento.
No tuvo éxito en sus reclamaciones, y antes de su regreso a Italia falleció en el verano de 1419, siendo sepultado en la iglesia de San Pablo de Budapest; su sepultura desapareció, destruida en 1541 cuando los turcos tomaron la ciudad. Su beatificación, propuesta desde 1622, fue aprobada por Gregorio XVI en 1832.